# Centromyrmex sellaris
Centromyrmex sellaris is een mierensoort uit de onderfamilie van de Ponerinae. De wetenschappelijke naam van de soort is voor het eerst geldig gepubliceerd in 1896 door Mayr.